# Theuma
Theuma település Németországban, azon belül Szászország tartományban. Lakosainak száma 985 fő (2023. december 31.). Theuma Neuensalz, Plauen, Tirpersdorf és Bergen községekkel határos.

## Népesség
A település népességének változása:
| Lakosok száma | 1033 | 1012 | 1004 | 1004 | 985  |
|               | 2017 | 2019 | 2021 | 2022 | 2023 |